# Lebos
Lebos (Alto Lebos) ist ein osttimoresischer Suco im Verwaltungsamt Lolotoe (Gemeinde Bobonaro).

## Geographie

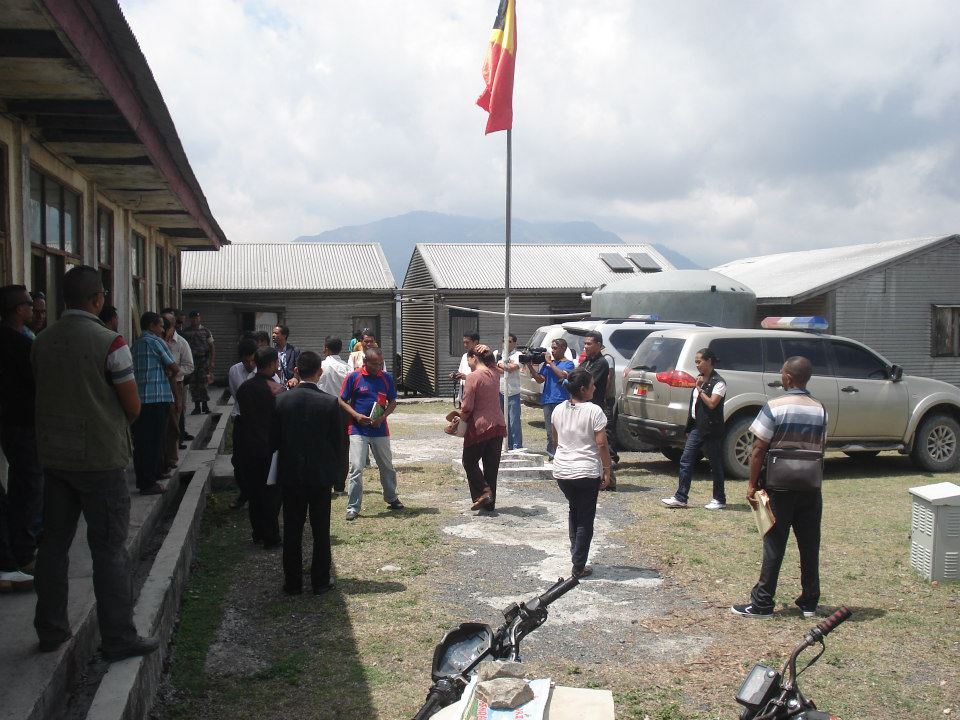
Der Posten Ibuk der Grenzpolizei in Lebos

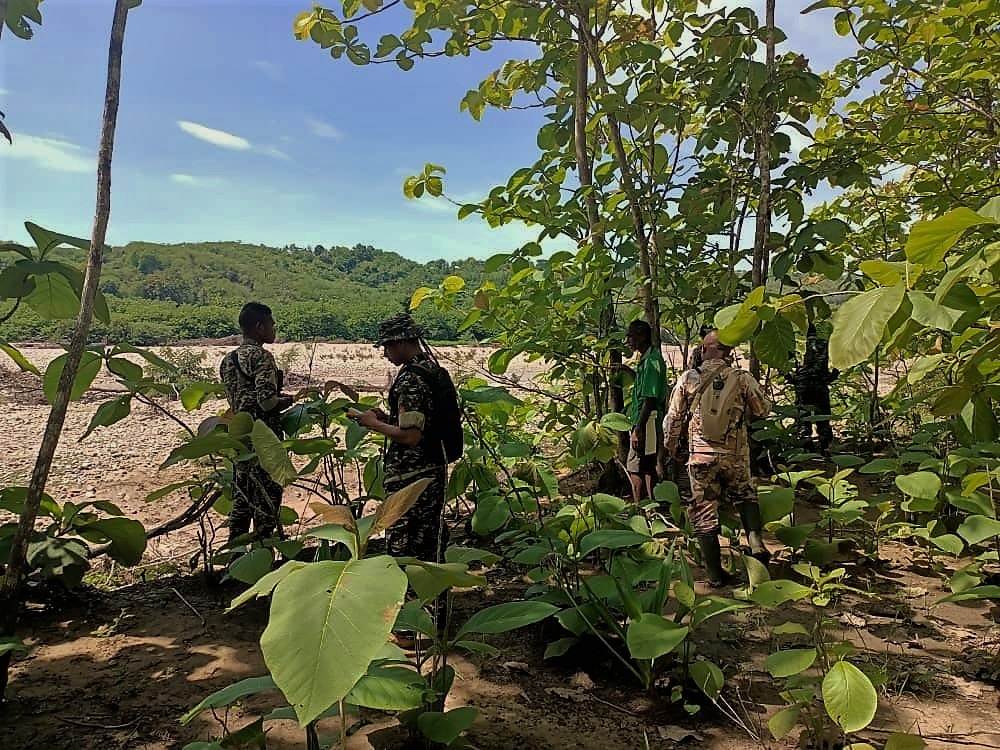
Grenze zu Indonesien in Lebos am Fluss Malibaca

Lebos ist der westlichste Suco von Lolotoe. Seine Nordspitze grenzt an den Suco Saburai, im Nordosten an den Suco Gildapil, im Osten an den Suco Lontas und im Süden an dem zu Cova Lima gehörenden Suco Holpilat. Westlich von Lebos liegt der Nachbarstaat Indonesien. Im Südosten fließt entlang der Grenze der Latil. Er mündet in den Ruiketan, der im Grenzgebiet zu Cova Lima entspringt. Im Westen von Lebos entspringt der Fluss Sele, der in den Malibaca fließt, dem Grenzfluss zu Indonesien. Der kleine Fluss zwischen Lebos und Gildapil heißt Phicigi.
Berge in Lebos sind der Altolebos (1148 m, Lage), der Basalu (1101 m, Lage), der Guipeci (1073 m, Lage), der Maubesi (1112 m, Lage), der Lolo Pieasa (919 m, Lage), der Luagebek (1089 m, Lage) und der Mapewa (1095 m, Lage).
Lebos hat eine Fläche von 32,35 km² und teilt sich in die zwei Aldeias Mabelis und Mapelai (Bunak für „Adlersitz“).
Eine Überlandstraße führt von Lontas nach Lebos hinein und mündet im Dorf Mapelai, (auch Lebos) in eine kleine Straße, die den Südwesten von Lebos durchquert. An ihr liegen im Nordosten das Dorf Mabelis und im Südosten Ibuk. Etwas südlich von Ibuk befindet sich der Stützpunkt Ibuk der Unidade de Patrulhamento de Fronteira (UPF). Der Sitz des Sucos befindet sich, ebenso wie eine Grundschule, in Mapelai.

## Einwohner
Im Suco leben 1.039 Menschen (2022), davon sind 539 Männer und 500 Frauen. Im Suco gibt es 220 Haushalte. Über 95 % der Einwohner geben Bunak als ihre Muttersprache an. Eine kleine Minderheit spricht Tetum Prasa.

## Geschichte

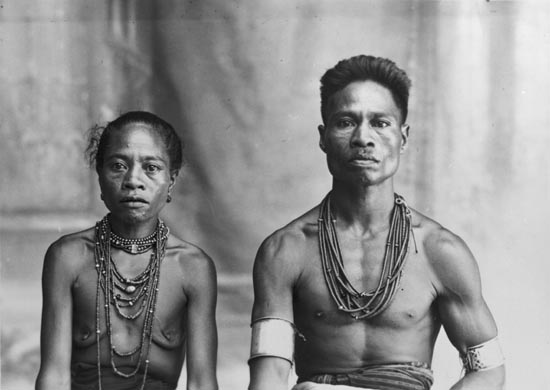
„Ein Bunak-Ehepaar aus Lebos (Fronteira)“, Álbum Fontoura, vor 1940

Nach dem Zweiten Weltkrieg flohen Bunak aus Lebos nach Lamaknen im indonesischen Westtimor. Sie hatten Angst vor Repressalien, nachdem sie während der Schlacht um Timor mit den Japanern kollaboriert hatten. Der damalige Herrscher von Lamaknen, der Loroh (Loro) Alfonsus Andreas Bere Tallo, wies den Flüchtlingen Land zu, wo sie das Dorf Lakus (im heutigen Desa Kewar) gründeten.
Mitte Oktober 1975 scheiterte ein indonesischer Angriff auf Lebos.
Anfang Oktober 1999 wurden fünf Soldaten der INTERFET von 12 bis 15 Anhängern einer pro-indonesischen Miliz in Lebos angegriffen. Beim Schusswechsel wurde ein Milizionär getötet, mehrere weitere vermutlich verletzt.

## Politik
Bei den Wahlen von 2004/2005 wurde Januario da Costa zum Chefe de Suco gewählt. Bei den Wahlen 2009 gewann Domingos Simão und 2016 Jacinto Pereira. Er wurde 2023 im Amt bestätigt.